# Валерик (стихотворение)
«Валери́к» (Я к вам пишу́ случа́йно, — пра́во…) — стихотворение великого русского поэта Михаила Юрьевича Лермонтова, посвящённое сражению на реке Валерик. Было написано сразу после боя в 1840 году и впервые опубликовано (с пропусками) в 1843 году в альманахе «Утренняя заря» под заглавием «Валерик».

## Сражение
Битва у реки Валерик произошла 11 (23) июля 1840, примерно в 30 км юго-западнее крепости Грозная (ныне город Грозный) между российским Чеченским отрядом генерал-лейтенанта А. В. Галафеева и северокавказскими горцами под командованием наиба Ахбердила Мухаммеда в ходе экспедиции русских войск против чеченских мюридов, войска имамата (Северокавказское военно-теократическое государство 1786—1861 гг).
Михаил Лермонтов, поручик Тенгинского полка, показал образцовую доблесть в бою. Очевидцы описывали его гарцующим на белом как снег коне, на котором он, молодецки заломив белую холщовую шапку, бросался на чеченские завалы. В официальных военных сводках о Лермонтове сказано следующее:
Тенгинского пехотного полка поручик Лермонтов, во время штурма неприятельских завалов на реке Валерик, имел поручение наблюдать за действиями передовой штурмовой колонны и уведомлять начальника отряда об её успехах, что было сопряжено с величайшею для  него опасностью от неприятеля, скрывавшегося в лесу за деревьями и кустами. Но офицер этот, несмотря ни на какие опасности, исполнил возложенное на него поручение с отменным мужеством и хладнокровием и с первыми рядами храбрейших солдат ворвался в неприятельские завалы.
За свою храбрость Лермонтов был несколько раз представлен к наградами, но он так и не получил ордена, так как его имя было вычеркнуто из окончательного списка награждённых императором Николаем I.

## Стихотворение
Его собственные чувства о войне смешались. «Я вошел во вкус войны и уверен, что для человека, который привык к сильным ощущениям этого банка, мало найдется удовольствий, которые бы не показались приторными.» — писал он в письме к своему другу А. А. Лопухину. Из этого видно, что поэт смотрит на войну, как на азартную игру со смертью и с бодрым сарказмом пишет в том же письме: «…в овраге, где была потеха…». Но в конечном счёте он всё же рассматривает войну как бессмысленную резню.
Лермонтов избрал стихотворный способ выразить свой военный опыт. Автор написал это произведение в эпистолярном жанре для выражения своих мыслей, чувств, воспоминаний, наблюдений. По форме «Валерик» — любовное послание, включающее и охватывающее, однако, стихотворную повесть или стихотворный рассказ, своеобразная исповедь героя-повествователя перед любимой женщиной, так как обращено к возлюбленной Лермонтова В. А. Лопухиной. Первая и последняя части выдержаны в духе типичного любовного послания. Обращение к женщине служит обрамляющим описанием битвы и походного быта, что соединяет личные переживания героя и общий трагизм событий, участником которых он является. «Валерик» часто рассматривают как поэтический рассказ о «картинах военной жизни», однако его содержание и жанровая структура сложнее, чем просто документальный стихотворный очерк. Жанровая структура стихотворения отличается значительной сложностью, которая во многом обусловлена редким для того времени сочетанием батальной и любовной лирики.
Как и во многих произведениях Лермонтова, здесь нашёл отражение трагизм противоречия между исторической необходимостью присоединения Кавказа к России и методами, с помощью которых оно осуществлялось. Это стихотворное послание до мелочей совпадает с записями в «Журнале» отряда Галафеева. Реалистическая точность общей картины сражения, документальная достоверность каждой её детали были в ту пору в литературе о войне явлением необычайным. Также как в «Бородино» (1837 г.), Лермонтов в стихотворении «Валерик» показывает войну глазами рядового участника битвы, переносящего все тяготы и лишения походного быта, которые его и волнуют, каким представлен герой стихотворения «Валерик», порывая тем самым с традиционной условностью батальной поэзии, положив начало новому подходу к изображению человека на войне; это нашло выражение и в подчеркнутой простоте, страданиях рядовых участников сражения:

Но слезы капали с ресниц,

Покрытых пылью…

и в поразительной точности описания смерти капитана:

…На шинели,

Спиною к дереву, лежал

Их капитан. Он умирал.

В груди его едва чернели

Две ранки, кровь его чуть-чуть

Сочилась. Но высоко грудь

И трудно подымалась; взоры

Бродили страшно, он шептал:

«Спасите, братцы. Тащат в горы.

Постойте — ранен генерал…

Не слышат…» Долго он стонал,

Но всё слабей, и понемногу

Затих и душу отдал Богу.

На ружья опершись, кругом

Стояли усачи седые…

И тихо плакали…

Война воспринята и изображена поэтом с точки зрения солдата, непосредственного участника событий. Таким образом, автор полемизирует с официозным воззрением на войну с горцами, с поверхностным, бьющим на внешние эффекты её изображением. Особый трагизм ситуации, по мысли Лермонтова, придаёт то, что горские племена, к которым поэт относится с уважением и любовью, и русские солдаты, на стороне которых он воюет, вынуждены убивать друг друга, вместо того, чтобы жить в мире и братстве. В конце стихотворения возникают окрашенные в тона философской медитации размышления о бессмысленности «беспрестанной и напрасной» вражды, о том, что война и кровопролитие враждебны лучшему в человеческом естестве и «вечно гордой и спокойной» жизни природы:

И с грустью тайной и сердечной

Я думал: «Жалкий человек.

Чего он хочет!.. Небо ясно,

Под небом места много всем,

Но беспрестанно и напрасно

Один враждует он — зачем?»

Галуб прервал мое мечтанье.

Ударив по плечу, — он был

Кунак мой, — я его спросил,
Как месту этому названье?

Он отвечал мне: «Валерик,

А перевесть на ваш язык,

Так будет речка смерти: верно,

Дано старинными людьми».

Размер стиха — четырехстопный ямб, рифмовка лишена всякой упорядоченности: рифмы то перекрестные, то опоясывающие, то смежные, причем могут рифмоваться два или три стиха без всякой регулярности. Картина войны нужна Лермонтову для того, чтобы передать её бессмысленность, неестественность и уродливость. С этой целью ломается стих, который перестает быть мерно и плавно текущим, гармоничным и музыкальным. Жестокая проза жизни и литературы торжествует над поэзией жизни и литературы. Напряженная, форсированная, возвышенная стилистика постепенно уступает место «прозаической» речи, сниженному стилю, обиходному разговорному языку.
В концовке стихотворения философско-романтическая ирония переведена в бытовой план: все описанное в стихотворении шутливо именуется «шалостью» «чудака», размышления которого над жизнью и смертью не стоят внимания. В лучшем случае они способны «развеселить» и не надолго занять мысль и воображение адресата послания:

Теперь прощайте: если вас

Мой безыскусственный рассказ

Развеселит, займет хоть малость,

Я буду счастлив. А не так?

Простите мне его как шалость

И тихо молвите: чудак!..